# Antonio Ventimiglia Prades
Antonio Ventimiglia Prades, marchese di Geraci (... – 1480), è stato un nobile, politico e militare italiano del XV secolo.

## Biografia
Primogenito di Giovanni, I marchese di Geraci, e di Agata Prades Moncada dei signori di Caccamo e Sclafani, del lignaggio reale aragonese, nacque presumibilmente nel primo decennio del XV secolo. Antonio prese parte alle guerre aragonesi nel Regno di Napoli in cui fu impegnato il padre Capitano generale e luogotenente di Alfonso il Magnanimo, prima come paggio e poi come uomo d'arme della corte regia aragonese, e dopo la morte del padre, nel 1475, gli succedette nel titolo di Marchese di Geraci e nel possesso degli altri titoli e feudi. Sin dal 1431, Antonio fu inviato in Sicilia dalla Catalogna da re Alfonso il Magnanimo per armare la flotta necessaria all'invasione del Regno di Napoli, ricevendo in feudo la signoria della città di Cefalù, dove peraltro la famiglia, da quasi due secoli, deteneva in allodio, come erede dei Cicala - genovesi di origini ventimigliesi - un ampio quartiere fortificato, e una serie di palazzi dominata dalla principale residenza amministrativa detta Osterio Magno. La campagna aragonese di conquista di Napoli vede negli anni 1432-1442 partecipare il barone Antonio con una compagnia di dieci lance (33 cavalli).
Fra il 4 e il 5 agosto del 1435 Antonio cadde prigioniero dei Genovesi nella Battaglia di Ponza insieme ai fratelli Ferdinando e Giovanni (e al cugino Federico Ventimiglia di Monforte, Maestro razionale del Regno e Usciere maggiore della regia corte), e rinchiuso nelle carceri della Malapaga di Genova, da cui fu liberato soltanto il 19 aprile del 1436 per ordine di Filippo Maria Visconti e del Consiglio di Genova, per essere affidato al leader guelfo Dorino Grimaldi in semilibertà. Soltanto nei primi mesi del 1437 Antonio ritornò, con i fratelli e il cugino, in piena libertà, per l'interessamento del sovrano aragonese presso il Visconti e grazie allo scambio con prigionieri genovesi detenuti in Sicilia, insieme al pagamento del riscatto stabilito in duemila ducati.
Nel 1438, Antonio succedette al padre nell'ufficio di Grande Ammiraglio del Regno e nel gennaio 1443 sposò la venticinquenne Margherita Guilhem de Clermont Orsini, figlia di Tristano, conte di Copertino, principessa di Altamura defunta nel 1454 in Lecce, dalla quale ebbe quattro figli. Antonio entrò in possesso il 20 giugno 1443 delle baronie di San Mauro e Castel di Lucio, per donazione paterna, che si aggiungevano a una regia rendita annua di onze 400, mentre la moglie - sorella di Isabella futura regina consorte di Ferdinando I di Napoli - portava in dote diecimila ducati.. 
Il 25 gennaio 1444 in Pozzuoli, Alfonso il Magnanimo concede il regio assenso, la conferma e ratifica ai capitoli matrimoniali stipulati tra Margherita di Clermont e Antonio Ventimiglia, con istrumento dato a Lecce il 9 gennaio 1443, nel quale Giovanni Antonio Orsini del Balzo, principe di Taranto e gran connestabile del Regno, zio materno di Margherita, assegna in dote, ponendo a garanzia il proprio patrimonio, 10.000 ducati, di cui 7400 in carlini d’argento, il restante in beni mobili per un valore di 2600 ducati, e Sancia de Clermont, duchessa di Andria e contessa di Clermont e Copertino, sorella di Margherita, che assegna in dote 4400 ducati in carlini d’argento e altri beni mobili descritti e stimati in onze, impegnando a garanzia il patrimonio ubicato a Barletta, Trani e Lecce, mentre la stessa Margherita assicura il dotario di 3000 ducati in carlini d’argento e altri beni mobili. Lo stesso giorno, Alfonso concede il regio assenso a Margherita de Clermont, moglie
di Antonio Ventimiglia ammiraglio del Regno di Sicilia Ultra, riconoscendo la validità dell’istrumento di dotario stipulato con Giovanni Ventimiglia, marchese di Geraci, padre di Antonio, e il medesimo marito il 13 gennaio 1443 in Lecce, con il quale i Ventimiglia si impegnavano per 5000 ducati di carlini d’argento, alla ragione di 5 tarì per ogni ducato, nei confronti di Margherita, ipotecando tutti i loro beni mobili e stabili, inclusi quelli feudali.

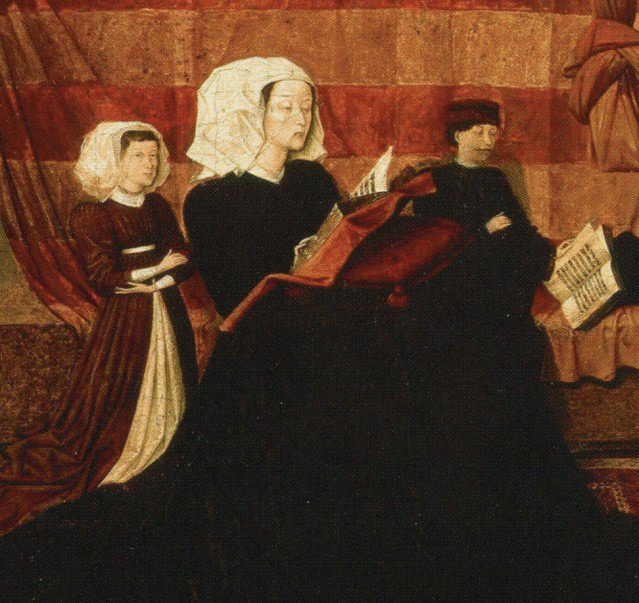
Isabella Guilhem de Clermont, regina consorte di Ferdinando I di Napoli, cognata di Antonio Ventimiglia, marchese di Geraci, in secondo piano la figlia Eleonora d'Aragona moglie di Ercole I d'Este, duca di Ferrara, che ospitò in esilio sino al 1493, in Ferrara, il cugino Enrico IV Ventimiglia. Particolare dell'opera Episodi della vita di san Vincenzo Ferrer, oggi al Museo e Gallerie nazionali di Capodimonte, attribuita da Federico Zeri al Colantonio, maestro di Antonello da Messina.

Il 9 marzo del 1443 il Ventimiglia partecipa come testimone e sottoscrittore, nella sala capitolare di S. Lorenzo Maggiore in Napoli, all'atto conclusivo del Parlamento generale del Regno di Napoli - ovvero di Sicilia Citra Farum - apertosi in Benevento il precedente 31 gennaio con la partecipazione del padre marchese di Geraci, barone di Bitonto, Castellammare di Stabia, Serracapriola e Magliano, allora regio luogotenente di Puglia e Terra di Bari.
Nel 1445, ricopre l'incarico di castellano di Cefalù, città e distretto acquistato da Antonio e segregato dal demanio con regio privilegio e patto di retrovendita. Nel 1453 è eletto capitano d'armi del Valdemone e nel 1459 l'ufficio è ampliato al distretto cittadino di Messina. Nello stesso anno l'ufficio di Grande Ammiraglio è esteso al figlio ed erede di Antonio, Enrico IV che vi succederà nel 1466. Il 30 giugno e il 3 luglio 1459 in Palermo, il nobile Cristoforo De Benedictis, dottore in leggi e procuratore dell'ammiraglio Antonio Ventimiglia, del padre marchese Giovanni e del barone Antonio Barresi presta giuramento di fedeltà e omaggio al nuovo sovrano Giovanni II d'Aragona, per tutti i rispettivi feudi detenuti dai tre vassalli. Nel 1460 Antonio vende il feudo di Ogliastro, nella baronia di Pollina, e torna all'ufficio di capitano d'armi di Messina nel 1462. Nel 1467 riceve regia licenza di fabbricare il castello di Migaido, nella baronia di Pettineo. Dal 1438 partecipa alle sedute del Sacro regio consiglio siciliano come Grande ammiraglio
Fin dal 1469 Antonio fu a capo della fronda antigovernativa con vibrate proteste contro la corruzione e i delitti dei funzionari reali, stigmatizzate in una formale denuncia contro tre giudici nel parlamento del 1472, in disaccordo con il padre che arrivò in un testamento, poi annullato, a diseredarlo. Membro del parlamento siciliano, nel 1478, fece parte di quel gruppo di feudatari e di città demaniali (a cominciare da Messina), che protestò contro l'introduzione in Sicilia dell'imposta sul 10 per cento delle rendite avvenuta con il viceré Giovanni Raimondo Folch de Cardona, conte di Prades.
E tuttavia, poiché le sue virtù militari eguagliavano quelle del padre Giovanni e numerose erano le sue vittorie riportate sul mare, di fronte alla minaccia di invasione di Maometto II, fu nominato ai primi di maggio del 1479 capitano d'armi di Cefalù e distretto, con il compito di restaurare le mura castrensi, provvedere alle guardie notturne e diurne, disporre fanti e cavalieri per un pronto intervento in caso di assalto, inventariare e provvedere di armi e munizioni, e il 7 giugno 1480 fu nominato Capitano generale, con piena e assoluta giurisdizione statuale, dove ogni eventuale opposizione viene parificata al delitto di Lesa maestà et non di tentanu lu contraria in alcuno modo per quantu su astritti a la fidelitati di la predicta Maiestati, ovvero con eccezionale delega dei poteri di re Fernando il Cattolico,  per la fama che accompagnava Antonio di ecseri rinomata tutta magniperitia et pratica di misteri di armi affinché devirisi providiri a la tutela et defensioni di questo Regno, oltre che nuovamente Grande ammiraglio del Regno di Sicilia, e quindi difese l'isola e il regno continentale dalle aggressioni dei Turchi, delegando al figlio Enrico, per l'età avanzata, il comando esecutivo delle flotte riunite aragonese-castigliana, napoletana e siciliana inviate come unica armata contro gli invasori di Otranto.
Il 22 giugno 1456, con una dote di diecimila fiorini, la figlia Maria contrae matrimonio con Artale Folch de Cardona, gran giustiziere del Regno di Sicilia, figlio del defunto Pedro, conte di Collesano e cavaliere dell'Ordine del Toson d'Oro. I coniugi ricevono conferma il 19 gennaio 1460 della giurisdizione, secrezia e castellania della città di Polizzi, oltre alle terre e castelli membri della contea di Collesano (Isnello, Petralia Superiore e Inferiore, Bilici, Caronia, Naso, Capo d'Orlando). Il 12 luglio 1462, Guglielmo Bellomo, vescovo di Catania, concedeva la dispensa matrimoniale ai cugini di quarto grado Raimondetta di Ventimiglia, figlia di Antonio, e Giovanni Tommaso Moncada, figlio di Guglielmo Raimondo. Il 14 agosto 1469 si celebrarono i capitoli matrimoniali tra il figlio e successore Enrico IV di Ventimiglia e Eleonora de Luna, figlia di Antonio conte di Caltabellotta e di Beatrice Cardona.